# Terra (canción)
«Terra» es una canción escrita en gallego e interpretada por el trío de pandeireteiras Tanxugueiras con certificación de disco de oro en España. Fue publicada en 2021 y participó en el Benidorm Fest como candidata para representar a España en el Festival de Eurovisión de 2022. Quedó en tercer lugar tras «Ay mamá» de Rigoberta Bandini y, la canción ganadora, «SloMo» de Chanel.
La canción está basada en el ritmo tradicional de la muñeira. Combina elementos tradicionales con música electrónica.